# Teolândia
Teolândia é um município brasileiro do estado da Bahia.

## História
A ocupação contemporânea do território foi retomada por volta da década de 1940, com a construção da Rodovia Santo Antônio de Jesus - Gandu. Após a conclusão desta estrada, as famílias dos trabalhadores envolvidos com a construção passaram a se estabelecer à margem do rio Preto, formando o povoado com a mesma denominação (Rio Preto) que depois passou a ser chamado de povoado de Buris.
Com o desenvolvimento do povoado de Buris, em função do comércio e da agropecuária, no ano de 1953, criou-se um distrito denominado de Burietá, que pertencia ao município de Taperoá.
Em 1962, o distrito de Burietá foi elevado à categoria de município, vindo a receber o nome de Teolândia, que significa "terra de Deus", e separando do município de Taperoá, conforme a lei estadual nº 1727, de 19 de julho de 1962. O Município de Teolândia foi instalado em 7 de abril de 1963.

## Geografia
Sua população estimada em 2021 era de 15.097 habitantes.

## Organização político-administrativa
O Município de Teolândia possui uma estrutura político-administrativa composta pelo Poder Executivo, chefiado por um Prefeito eleito por sufrágio universal, o qual é auxiliado diretamente por secretários municipais nomeados por ele, e pelo Poder Legislativo, institucionalizado pela Câmara Municipal de Teolândia, órgão colegiado de representação dos munícipes que é composto por 9 vereadores também eleitos por sufrágio universal.

### Atuais autoridades municipais de Teolândia
- Prefeito: Maria Baitinga de Santana - PP (2021/-)[7]
- Vice-prefeito: Antonio Moacir de Almeida Souza [8]